# گرگا (داغستان)
گرگا (به لاتین: Gerga) یک منطقهٔ مسکونی در روسیه است که در شهرستان کایاکنتسکی واقع شده‌است.